# Forschungsstätte Museum
Forschungsstätte Museum ist ein Dokumentarfilm des DEFA-Studios für populärwissenschaftliche Filme von Trutz Meinl aus dem Jahr 1968.

## Handlung
Ein Nachtwächter geht durch das Berliner Museum für Naturkunde, welches ein Teil der Humboldt-Universität ist und mit zu den größten Naturkunde-Museen der Welt zählt. Doch der Abdruck eines Urvogels sowie das Skelett des größten Landtieres aus dem Erdmittelalter, des Brachiosaurus, sind in diesem Film nicht vordergründig von Interesse, denn hier soll ein Blick hinter die Kulissen eines Museums geworfen werden. Nur ein Bruchteil des hier etwa auf 25 Millionen Exemplare geschätzten Bestandes, ist der Öffentlichkeit zugänglich. Darunter sind auch viele Exemplare, die als erste ihrer Art entdeckt wurden und die den Ausgangspunkt weiterer wissenschaftlichen Untersuchungen bilden.
Im Naturkunde-Museum arbeiten auch zeitweilig Wissenschaftler aus anderen Ländern an der Erforschung der Arten und ihrer Einordnung in wissenschaftliche Kategorien. Aber von Jahr zu Jahr wächst die Gruppe der Laien aus den verschiedensten Berufen, die sich in ihrer Freizeit mit dem Studium der Natur beschäftigen. Hier im Museum finden sie Rat, Anregungen und Aufgaben für ihr Hobby. So gibt es den Forschungsauftrag Fauna der DDR, an dem auch Laien mitarbeiten, die jedoch eine hohe wissenschaftliche Qualifikation besitzen müssen. Ihre Aufgabe besteht darin, die Zusammenhänge zwischen dem Standort der Pflanzen und Tiere sowie deren Beziehungen zueinander, herauszufinden. Das Ergebnis zeigt schon heute, dass in den Gebieten, wo die Laienforscher arbeiten, seit Jahren keine Schadinsekten mehr gibt und enorme Summen für chemische Schädlingsbekämpfung eingespart werden können.
Bis an die Küste Kubas reicht die Zusammenarbeit von Laien und wissenschaftlichen Mitarbeitern. Auf Grund ihres hohen Wissenstandes haben sie die Befähigung hier ein Korallenriff abzubauen. Bis dieses aber im Museum bewundert werden kann, wird noch einige Zeit vergehen, denn es soll inmitten seiner sonstigen Umgebung ausgestellt werden. Fische und Pflanzen sollen es in tropischer Farbenpracht und naturgetreu beleben. Das Riff wird als 10 Meter langes dreidimensionalen Schaubild simuliert, denn das hier entstehende Diorama gibt es bisher in ganz Europa noch nicht und Dioramen sind die Prunkstücke einer jeden Ausstellung.

## Produktion und Veröffentlichung
Forschungsstätte Museum wurde unter dem Arbeitstitel Naturkundemuseum Berlin auf ORWO-Color gedreht und hatte seine Erstaufführung am 8. November 1968.